# Wang Huanyu
Wang Huanyu (chinês simplificado: 王焕玉; Wen'an, Hebei, 29 de dezembro de 1954 - Hefei, Anhui, 4 de novembro de 2018) foi um físico chinês que serviu como Secretário do Partido Comunista e vice-diretor do Instituto de Física de Altas Energias, Academia Chinesa de Ciências entre março de 2003 e outubro de 2014. Wang fez uma contribuição significativa para o projeto de exploração lunar da China.

## Biografia
Wang nasceu em Condado de Wen'an, Hebei, em dezembro de 1954. Depois de se formar na Universidade de Ciência e Tecnologia da China em novembro de 1978, ele foi designado para o Instituto de Física de Altas Energias, Academia Chinesa de Ciências, onde foi Secretário do Partido Comunista e vice-diretor entre março de 2003 e outubro de 2014. Ele se juntou ao Partido Comunista da China em setembro de 1978.
Wang was a professor and doctoral supervisor at the University of Science and Technology of China. Ele foi diretor administrativo da Associação de Instrumentos Nucleares da China e da Academia Chinesa de Ciências Espaciais. Ele foi um vice-diretor do Comitê Especializado em Exploração Espacial.
Em 4 de novembro de 2018, Wang morreu de ataque cardíaco quando estava fazendo um relatório acadêmico em Hefei, capital da província de Anhui.

## Prêmios
- 1998 - Franquia Especial do Governo
- 2004 - Segundo Prémio do Prémio Progresso Nacional de Ciência e Tecnologia e Prémio Progresso da Ciência e Tecnologia do Exército
- 2009 - Prêmio Especial do Prêmio Progresso Nacional de Ciência e Tecnologia
- 2011 - Medalha Nacional do Trabalho